# 30 Arietis
30 Arietis (abgekürzt auch 30 Ari) ist ein Vierfachstern im Sternbild Widder, der am Himmel als lichtschwacher Stern 6. Größe sichtbar ist. Er ist knapp 150 Lichtjahre von der Sonne entfernt.

## Sternsystem
Die beiden Hauptkomponenten 30 Arietis A und B sind 38,1″ oder rund 1.500 AE voneinander entfernt. Sie gehören der Spektralklasse F an und sind Hauptreihensterne, die ihre Strahlungsenergie durch Wasserstoffbrennen in ihren Kernen freisetzen. 30 Arietis A ist seinerseits wiederum ein spektroskopischer Doppelstern mit einer Umlaufzeit von 1,1 Tagen. Mit 910 Millionen Jahren hat 30 Arietis nur ein Fünftel des Alters der Sonne.

## Planetensystem
Die Komponente 30 Arietis B wird in 1 AE Abstand von einem Exoplaneten umkreist, dessen Entdeckung am 27. November 2009 bekanntgegeben wurde.